# Talara bombycia
Talara bombycia är en fjärilsart som beskrevs av William Schaus 1896. Talara bombycia ingår i släktet Talara och familjen björnspinnare. Inga underarter finns listade i Catalogue of Life.